# Lechia Gdańsk w sezonie 2013/2014
Sezon 2013/2014 to 70. sezon w historii Lechii Gdańsk.

## Przygotowania do sezonu

### Letnie
| Data            | Miejsce                 | Przeciwnik        | Wynik | Raport | Strzelcy dla Lechii                       |
| 29 czerwca 2013 | Stadion MOSiR w Gdańsku | Flota Świnoujście | 2:0   | [ 1 ]  | Buzała 18' Tuszyński 25'                  |
| 14 lipca 2013   | Stadion MOSiR w Gdańsku | Bałtyk Gdynia     | 2:0   | [ 2 ]  | Machaj 38', Dawidowicz 51'                |
| 30 lipca 2013   | PGE Arena Gdańsk        | FC Barcelona      | 2:2   | [ 3 ]  | Jarosław Bieniuk 15', Piotr Grzelczak 50' |

### Zimowe
| Data             | Miejsce                 | Przeciwnik     | Wynik | Raport | Strzelcy dla Lechii                                           |
| 11 stycznia 2014 | Grodzisk Wielkopolski   | Widzew Łódź    | 1:4   | [ 4 ]  | Madera 33'                                                    |
| 15 stycznia 2014 | Grodzisk Wielkopolski   | Dolcan Ząbki   | 3:0   | [ 5 ]  | Patryk Tuszyński 11', Łukasz Kacprzycki 14', Paweł Buzała 56' |
| 18 stycznia 2014 | Jarocin                 | Lech Poznań    | 0:1   | [ 6 ]  | —                                                             |
| 18 stycznia 2014 | Jarocin                 | Warta Poznań   | 0:4   | [ 7 ]  | —                                                             |
| 21 stycznia 2014 | Stadion MOSiR w Gdańsku | Gryf Wejherowo | 1:2   | [ 8 ]  | Buzała 51'                                                    |
| 1 lutego 2014    | Stadion MOSiR w Gdańsku | FC Brașov      | 2:0   | [ 9 ]  | Tuszyński 40', Janicki 59'                                    |

## Transfery

### Do Lechii
| Zawodnik           | Z                         | Typ          | okno transferowe | cena       | Data             |
| ------------------ | ------------------------- | ------------ | ---------------- | ---------- | ---------------- |
| Mateusz Bąk        | Etyr 1924 Wielkie Tyrnowo | Transfer     | Letnie           | Za darmo   | 1 lipca 2013     |
| Adam Pazio         | Polonia Warszawa          | Transfer     | Letnie           | Za darmo   | 1 lipca 2013     |
| Daisuke Matsui     | Slavia Sofia              | Transfer     | Letnie           | Za darmo   | 3 lipca 2013     |
| Stojan Vranješ     | FK Vojvodina              | Transfer     | Zimowe           | € 200 tys. | 25 stycznia 2014 |
| Paweł Stolarski    | Wisła Kraków              | Transfer     | Zimowe           | € 30 tys.  | 28 stycznia 2014 |
| Zaur Sadayev       | Achmat Grozny             | Wypożyczenie | Zimowe           | Za darmo   | 29 stycznia 2014 |
| Maciej Makuszewski | Achmat Grozny             | Wypożyczenie | Zimowe           | Za darmo   | 29 stycznia 2014 |
| Nikola Leković     | FK Vojvodina              | Transfer     | Zimowe           | Za darmo   | 12 lutego 2014   |
| Tsubasa Nishi      | Gwardia Koszalin          | Transfer     | Zimowe           | Za darmo   | 27 lutego 2014   |
| Paweł Szokaluk     | Chełmianka Chełm          | Transfer     | Zimowe           | Za darmo   | 28 marca 2014    |

### Z Lechii
| Zawodnik            | Do                    | Typ          | okno transferowe | cena       | Data                 |
| ------------------- | --------------------- | ------------ | ---------------- | ---------- | -------------------- |
| Ricardinho          | FC Sheriff Tiraspol   | Transfer     | Letnie           | € 350 tys. | 1 lipca 2013         |
| Łukasz Surma        | Ruch Chorzów          | Transfer     | Letnie           | Za darmo   | 1 lipca 2013         |
| Grzegorz Rasiak     | Warta Poznań          | Transfer     | Letnie           | Za darmo   | 1 lipca 2013         |
| Levon Hayrapetyan   | Widzew Łódź           | Transfer     | Letnie           | Za darmo   | 19 lipca 2013        |
| Adrian Bielawski    | Olimpia Grudziądz     | Wypożyczenie | Letnie           | Za darmo   | 23 lipca 2013        |
| Michał Pruchnik     | Stal Mielec           | Transfer     | Letnie           | € 5 tys.   | 30 lipca 2013        |
| Mohammed Rahoui     | SA Mohammadia         | Transfer     | Letnie           | Za darmo   | 16 sierpnia 2013     |
| Michal Buchalik     | Ruch Chorzów          | Transfer     | Letnie           | Za darmo   | 30 sierpnia 2013     |
| Julian Ripoli       | Universitatea Craiova | Transfer     | Letnie           | Za darmo   | 20 września 2013     |
| Piotr Brożek        | Wisła Kraków          | Transfer     | Letnie           | Za darmo   | 28 października 2013 |
| Daisuke Matsui      | Júbilo Iwata          | Transfer     | Zimowe           | € 400 tys. | 1 stycznia 2014      |
| Adam Duda           | Chojniczanka Chojnice | Wypożyczenie | Zimowe           | Za darmo   | 31 stycznia 2014     |
| Kacper Łazaj        | Kolejarz Stróże       | Wypożyczenie | Zimowe           | Za darmo   | 14 lutego 2014       |
| Łukasz Kacprzycki   | Wisła Płock           | Wypożyczenie | Zimowe           | Za darmo   | 17 lutego 2014       |
| Mateusz Machaj      | Śląsk Wrocław         | Transfer     | Zimowe           | Za darmo   | 22 lutego 2014       |
| Sebastian Małkowski | Bytovia Bytów         | Transfer     | Zimowe           | Za darmo   | 28 lutego 2014       |

## Skład
Skład podczas rozpoczęcia sezonu.
| Nr | Poz. | Piłkarz               |
| -- | ---- | --------------------- |
| 1  | BR   | Paweł Szokaluk        |
| 1  | BR   | Sebastian Małkowski   |
| 2  | OB   | Rafał Janicki         |
| 3  | OB   | Nikola Leković        |
| 4  | OB   | Paweł Stolarski       |
| 5  | OB   | Krzysztof Bąk         |
| 6  | OB   | Jarosław Bieniuk      |
| 7  | OB   | Sebastian Madera      |
| 8  | NA   | Patryk Tuszynski      |
| 9  | NA   | Piotr Grzelczak       |
| 10 | PO   | Przemysław Frankowski |
| 11 | PO   | Maciej Makuszewski    |
| 12 | BR   | Bartosz Kaniecki      |
| 13 | PO   | Wojciech Zyska        |
| 14 | PO   | Piotr Wiśniewski      |

| Nr | Poz. | Piłkarz              |
| -- | ---- | -------------------- |
| 15 | NA   | Adam Duda            |
| 16 | PO   | Tsubasa Nishi        |
| 17 | PO   | Marcin Pietrowski    |
| 18 | NA   | Kacper Łazaj         |
| 19 | NA   | Aleksander Jagiełło  |
| 20 | NA   | Paweł Buzała         |
| 21 | PO   | Stojan Vranješ       |
| 21 | PO   | Mateusz Machaj       |
| 22 | PO   | Łukasz Kopka         |
| 22 | PO   | Daisuke Matsui       |
| 24 | BR   | Mateusz Bąk          |
| 26 | OB   | Deleu                |
| 27 | OB   | Paweł Dawidowicz     |
| 28 | OB   | Christopher Oualembo |
| 29 | PO   | Łukasz Kacprzycki    |

| Nr | Poz. | Piłkarz               |
| -- | ---- | --------------------- |
| 30 | PO   | Maciej Kostrzewa      |
| 31 | NA   | Damian Kugiel         |
| 31 | OB   | Przemysław Kamiński   |
| 32 | OB   | Adam Pazio            |
| 34 | OB   | Bernard Powszuk       |
| 36 | OB   | Damian Garbacik       |
| 40 | BR   | Kacper Rosa           |
| 95 | NA   | Zaur Sadayev          |
| -  | NA   | Bartłomiej Smuczyński |

## Rozgrywki

### Liga (runda zasadnicza)

#### mecze
| 22 lipca 2013 | Lechia Gdańsk   | 2:2   | Podbeskidzie Bielsko-Biała      |                                                                              |
| 18:00         | Matsui 79', 88' | (0:1) | 22' Wodecki · 90+3' Telichowski | PGE Arena Gdańsk, Gdańsk Widzów: 11 645 Sędzia: Daniel Stefański (Bydgoszcz) |
| 18:00         | Deleu 76'       | (0:1) | 84' Telichowski                 | PGE Arena Gdańsk, Gdańsk Widzów: 11 645 Sędzia: Daniel Stefański (Bydgoszcz) |

| 26 lipca 2013 | Ruch Chorzów                    | 1:1   | Lechia Gdańsk                                |                                                                    |
| 18:00         | Malinowski 16'                  | (1:1) | 3' Deleu                                     | Stadion Ruchu, Chorzów Widzów: 5200 Sędzia: Tomasz Musiał (Kraków) |
| 18:00         | Stawarczyk 17' · Malinowski 89' | (1:1) | 55' Bieniuk · 90+6' Tuszyński · 90+6' Madera | Stadion Ruchu, Chorzów Widzów: 5200 Sędzia: Tomasz Musiał (Kraków) |

| 5 sierpnia 2013 | Lechia Gdańsk                     | 2:0   | Jagiellonia Białystok               |                                                                          |
| 18:00           | Buzała 16' · Madera 80'           | (1:0) |                                     | PGE Arena Gdańsk, Gdańsk Widzów: 12 569 Sędzia: Marcin Borski (Warszawa) |
| 18:00           | Matsui 12' · Madera 83' · Bąk 90' | (1:0) | 15' Straus · 65' Baran · 88' Słowik | PGE Arena Gdańsk, Gdańsk Widzów: 12 569 Sędzia: Marcin Borski (Warszawa) |

| 10 sierpnia 2013 | Lechia Gdańsk                               | 3:1   | Cracovia      |                                                                        |
| 18:00            | Pietrowski 8' · Wiśniewski 46' · Buzała 84' | (1:1) | 25' Bernhardt | PGE Arena Gdańsk, Gdańsk Widzów: 14 735 Sędzia: Yudai Yamamoto (Kioto) |
| 18:00            | Dawidowicz 42'                              | (1:1) | 50' Kosanović | PGE Arena Gdańsk, Gdańsk Widzów: 14 735 Sędzia: Yudai Yamamoto (Kioto) |

| 24 sierpnia 2013 | Legia Warszawa          | 0:1   | Lechia Gdańsk                                                |                                                                           |
| 20:30            |                         | (0:1) | 13' Buzała                                                   | Pepsi Arena, Warszawa Widzów: 16 682 Sędzia: Daniel Stefański (Bydgoszcz) |
| 20:30            | Vrdoljak 64' · Broź 88' | (0:1) | 39' Wiśniewski · 73' Dawidowicz · 75' Matsui · 90+4' Bieniuk | Pepsi Arena, Warszawa Widzów: 16 682 Sędzia: Daniel Stefański (Bydgoszcz) |

| 30 sierpnia 2013 | Lechia Gdańsk                | 1:1   | Górnik Zabrze                                                    |                                                                          |
| 18:00            | Pietrowski 81' (k)           | (0:0) | 61' Przybylski                                                   | PGE Arena Gdańsk, Gdańsk Widzów: 24 276 Sędzia: Szymon Marciniak (Płock) |
| 18:00            | Dawidowicz 45+2' · Deleu 77' | (0:0) | 56' Mączyński · 77' Małkowski · 80' Szeweluchin · 84' Przybylski | PGE Arena Gdańsk, Gdańsk Widzów: 24 276 Sędzia: Szymon Marciniak (Płock) |

| 15 września 2013 | Pogoń Szczecin                                                 | 1:1   | Lechia Gdańsk                                                            |                                                                           |
| 18:00            | Akahoshi 90+1'                                                 | (0:1) | 25' Grzelczak                                                            | Stadion Miejski, Szczecin Widzów: 6005 Sędzia: Bartosz Frankowski (Toruń) |
| 18:00            | Ława 27' · Murayama 33' · Robak 55' · Golla 69' · Rogalski 87' | (0:1) | 36' Oualembo · 42' Matsui · 52' Dawidowicz · 62' Madera · 66' Wiśniewski | Stadion Miejski, Szczecin Widzów: 6005 Sędzia: Bartosz Frankowski (Toruń) |

| 21 września 2013 | Lechia Gdańsk | 1:1   | Zawisza Bydgoszcz |                                                                        |
| 15:30            | Grzelczak 25' | (1:1) | 33' Luís Carlos   | PGE Arena Gdańsk, Gdańsk Widzów: 17 754 Sędzia: Tomasz Musiał (Kraków) |
| 15:30            | Pazio 65'     | (1:1) |                   | PGE Arena Gdańsk, Gdańsk Widzów: 17 754 Sędzia: Tomasz Musiał (Kraków) |

| 24 września 2013 | Wisła Kraków                          | 3:0   | Lechia Gdańsk                                |                                                                   |
| 20:30            | Chrapek 70' · Paweł Brożek 76', 90+3' | (0:0) |                                              | Stadion Miejski, Kraków Widzów: 11 189 Sędzia: Paweł Pskit (Łódź) |
| 20:30            | Chrapek 73'                           | (0:0) | 44' Dawidowicz · 57' Frankowski · 65' Buzała | Stadion Miejski, Kraków Widzów: 11 189 Sędzia: Paweł Pskit (Łódź) |

| 30 września 2013 | Lechia Gdańsk                  | 2:2   | Korona Kielce                                                 |                                                                            |
| 20:30            | Grzelczak 30' · Dawidowicz 38' | (2:2) | 15' (k), 19' (k) Janota                                       | PGE Arena Gdańsk, Gdańsk Widzów: 9608 Sędzia: Daniel Stefański (Bydgoszcz) |
| 20:30            | Deleu 16'                      | (2:2) | 22' Lisowski · 43' Trojanowski · 63' Pylypchuk · 66' Marković | PGE Arena Gdańsk, Gdańsk Widzów: 9608 Sędzia: Daniel Stefański (Bydgoszcz) |

| 6 października 2013 | Widzew Łódź                                                         | 4:1   | Lechia Gdańsk      |                                                                                       |
| 18:00               | Leimonas 45' · Lafrance 45+6' · E. Višņakovs 49' · Aléx Bruno 90+3' | (2:1) | 39' (k) Pietrowski | Stadion im. Ludwika Sobolewskiego, Łódź Widzów: 7500 Sędzia: Marcin Borski (Warszawa) |
| 18:00               | Lafrance 34' · de Amo 43' · Bartkowski 65'                          | (2:1) | 45+3' Grzelczak    | Stadion im. Ludwika Sobolewskiego, Łódź Widzów: 7500 Sędzia: Marcin Borski (Warszawa) |

| 19 października 2013 | Lechia Gdańsk                           | 1:4   | Lech Poznań                                                |                                                                    |
| 20:30                | Deleu 24'                               | (1:1) | 36', 81' Teodorczyk · 50' Lovrencsics · 69' Hämäläinen     | PGE Arena Gdańsk, Gdańsk Widzów: 14 690 Sędzia: Paweł Gil (Lublin) |
| 20:30                | Deleu 55' · Janicki 62' · Grzelczak 70' | (1:1) | 17' Trałka · 54' Douglas · 76', 85' Możdżeń · 80' Murawski | PGE Arena Gdańsk, Gdańsk Widzów: 14 690 Sędzia: Paweł Gil (Lublin) |

| 26 października 2013 | Piast Gliwice            | 0:0   | Lechia Gdańsk                  |                                                                      |
| 18:00                |                          | (0:0) |                                | Stadion Miejski, Gliwice Widzów: 4000 Sędzia: Tomasz Musiał (Kraków) |
| 18:00                | Hanzel 50' · Horváth 52' | (0:0) | 35' Dawidowicz · 49' Grzelczak | Stadion Miejski, Gliwice Widzów: 4000 Sędzia: Tomasz Musiał (Kraków) |

| 30 października 2013 | Zagłębie Lubin | 1:3   | Lechia Gdańsk                                 |                                                                    |
| 18:00                | Abwo 79'       | (0:1) | 19' Frankowski · 72' Grzelczak · 90+4' Buzała | Stadion Zagłębia, Lubin Widzów: 4738 Sędzia: Tomasz Wajda (Żywiec) |
| 18:00                | Banaś 89'      | (0:1) | 28' Pazio · 84' Machaj                        | Stadion Zagłębia, Lubin Widzów: 4738 Sędzia: Tomasz Wajda (Żywiec) |

| 3 listopada 2013 | Lechia Gdańsk | 1:2   | Śląsk Wrocław                |                                                                          |
| 15:30            | Grzelczak 55' | (0:0) | 63' Kokoszka · 81' Grodzicki | PGE Arena Gdańsk, Gdańsk Widzów: 12 365 Sędzia: Tomasz Radkiewicz (Łódź) |

| 9 listopada 2013 | Podbeskidzie Bielsko-Biała                   | 3:1   | Lechia Gdańsk              |                                                                                 |
| 18:00            | Sokołowski 43' · Pawela 62' · Jagiełło 90+2' | (1:0) | 65' Janicki                | Stadion Miejski, Bielsko-Biała Widzów: 2900 Sędzia: Paweł Raczkowski (Warszawa) |
| 18:00            | Sokołowski 90+2'                             | (1:0) | 45' Dawidowicz · 71' Pazio | Stadion Miejski, Bielsko-Biała Widzów: 2900 Sędzia: Paweł Raczkowski (Warszawa) |

| 24 listopada 2013 | Lechia Gdańsk                        | 0:0   | Ruch Chorzów |                                                                           |
| 15:30             |                                      | (0:0) |              | PGE Arena Gdańsk, Gdańsk Widzów: 9846 Sędzia: Paweł Raczkowski (Warszawa) |
| 15:30             | Bieniuk 10' · Zyska 66' · Matsui 89' | (0:0) |              | PGE Arena Gdańsk, Gdańsk Widzów: 9846 Sędzia: Paweł Raczkowski (Warszawa) |

| 28 listopada 2013 | Jagiellonia Białystok                               | 0:1   | Lechia Gdańsk                            |                                                                          |
| 16:00             |                                                     | (0:0) | 79' Wiśniewski                           | Stadion Miejski, Białystok Widzów: 2730 Sędzia: Szymon Marciniak (Płock) |
| 16:00             | Ukah 30' · Porębski 44' · Tosik 60' · Popchadze 64' | (0:0) | 52' Zyska · 57' Oualembo · 80' Tuszyński | Stadion Miejski, Białystok Widzów: 2730 Sędzia: Szymon Marciniak (Płock) |

| 4 grudnia 2013 | Cracovia                  | 2:1   | Lechia Gdańsk                                      |                                                                          |
| 18:00          | Kosanović 64', 81' (k)    | (0:0) | 75' Wiśniewski                                     | Stadion Cracovii, Kraków Widzów: 7173 Sędzia: Sebastian Jarzębak (Bytom) |
| 18:00          | Kuś 52' · Danielewicz 84' | (0:0) | 58' Matsui · 80' Deleu · 80' Oualembo · 84' Machaj | Stadion Cracovii, Kraków Widzów: 7173 Sędzia: Sebastian Jarzębak (Bytom) |

| 8 grudnia 2013 | Lechia Gdańsk                                               | 2:0   | Legia Warszawa                                                    |                                                                      |
| 18:00          | Matsui 37' (k), 70' (k)                                     | (1:0) |                                                                   | PGE Arena Gdańsk, Gdańsk Widzów: 8000 Sędzia: Tomasz Musiał (Kraków) |
| 18:00          | Grzelczak 7' · Kostrzewa 73' · Janicki 78' · Wiśniewski 80' | (1:0) | 30' Júnior · 37' Wawrzyniak · 69', 82' Bereszyński · 90+3' Furman | PGE Arena Gdańsk, Gdańsk Widzów: 8000 Sędzia: Tomasz Musiał (Kraków) |

| 14 grudnia 2013 | Górnik Zabrze | 0:0   | Lechia Gdańsk |                                                                                     |
| 20:30           |               | (0:0) |               | Stadion im. Ernesta Pohla, Zabrze Widzów: 3000 Sędzia: Daniel Stefański (Bydgoszcz) |

| 15 lutego 2014 | Lechia Gdańsk          | 2:3   | Pogoń Szczecin                                         |                                                                          |
| 15:30          | Tuszyński 51', 81' (k) | (0:1) | 39' Dąbrowski · 76' Robak · 90+1' Bąk                  | PGE Arena Gdańsk, Gdańsk Widzów: 8170 Sędzia: Bartosz Frankowski (Toruń) |
| 15:30          | Madera 34'             | (0:1) | 5' Rogalski · 14' Dąbrowski · 60' Ława · 80' Frączczak | PGE Arena Gdańsk, Gdańsk Widzów: 8170 Sędzia: Bartosz Frankowski (Toruń) |

| 24 lutego 2014 | Zawisza Bydgoszcz                                                              | 0:3   | Lechia Gdańsk           |                                                                                              |
| 18:00          |                                                                                | (0:1) | 25', 46', 79' Tuszyński | Stadion im. Zdzisława Krzyszkowiaka, Bydgoszcz Widzów: 2500 Sędzia: Marcin Borski (Warszawa) |
| 18:00          | 29' Wiśniewski · 31' Oualembo · 42' Janicki · 45' Makuszewski · 53' Pietrowski | (0:1) |                         | Stadion im. Zdzisława Krzyszkowiaka, Bydgoszcz Widzów: 2500 Sędzia: Marcin Borski (Warszawa) |

| 28 lutego 2014 | Lechia Gdańsk             | 0:0   | Wisła Kraków |                                                                    |
| 20:30          |                           | (0:0) |              | PGE Arena Gdańsk, Gdańsk Widzów: 11 291 Sędzia: Paweł Pskit (Łódź) |
| 20:30          | 63' Głowacki · 70' Bunoza | (0:0) |              | PGE Arena Gdańsk, Gdańsk Widzów: 11 291 Sędzia: Paweł Pskit (Łódź) |

| 7 marca 2014 | Korona Kielce             | 1:0   | Lechia Gdańsk |                                                                          |
| 18:00        | Jovanović 56'             | (0:0) |               | Kolporter Arena, Kielce Widzów: 5530 Sędzia: Krzysztof Jakubik (Siedlce) |
| 18:00        | Malarczyk 50' · Kiełb 72' | (0:0) | 84' Sadaev    | Kolporter Arena, Kielce Widzów: 5530 Sędzia: Krzysztof Jakubik (Siedlce) |

| 15 marca 2014 | Lechia Gdańsk                             | 2:0   | Widzew Łódź |                                                                           |
| 15:30         | Vranješ 29', 76'                          | (1:0) |             | PGE Arena Gdańsk, Gdańsk Widzów: 9175 Sędzia: Paweł Raczkowski (Warszawa) |
| 15:30         | Sadaev 57' · Wiśniewski 81' · Deleu 90+2' | (1:0) |             | PGE Arena Gdańsk, Gdańsk Widzów: 9175 Sędzia: Paweł Raczkowski (Warszawa) |

| 22 marca 2014 | Lech Poznań                    | 2:1   | Lechia Gdańsk  |                                                                   |
| 18:30         | Pawłowski 32' · Teodorczyk 62' | (1:0) | 32' Tuszyński  | INEA Stadion, Poznań Widzów: 22947 Sędzia: Tomasz Musiał (Kraków) |
| 18:30         | Linetty 7' · Douglas 57'       | (1:0) | 18' Dawidowicz | INEA Stadion, Poznań Widzów: 22947 Sędzia: Tomasz Musiał (Kraków) |

| 29 marca 2014 | Lechia Gdańsk                                 | 3:1   | Piast Gliwice |                                                               |
| 20:30         | Grzelczak 49' · Makuszewski 57' · Vranješ 63' | (0:0) | 63' Jurado    | PGE Arena, Gdańsk Widzów: 7705 Sędzia: Tomasz Musiał (Kraków) |
| 20:30         | Kostrzewa 29' · Sadajew 53'                   | (0:0) |               | PGE Arena, Gdańsk Widzów: 7705 Sędzia: Tomasz Musiał (Kraków) |

| 5 kwietnia 2014 | Lechia Gdańsk                  | 2:1   | Zagłębie Lubin                          |                                                            |
| 15:30           | Grzelczak 3' · Makuszewski 87' | (1:1) | 11' Kwiek                               | PGE Arena, Gdańsk Widzów: 11695 Sędzia: Paweł Gil (Lublin) |
| 15:30           | Grzelczak 67'                  | (1:1) | 43' Banaś · 45' Piech · 53' Papadopulos | PGE Arena, Gdańsk Widzów: 11695 Sędzia: Paweł Gil (Lublin) |

| 12 kwietnia 2014 | Śląsk Wrocław                        | 1:0   | Lechia Gdańsk  |                                                                           |
| 18:00            | M. Paixão 55'                        | (0:0) |                | Stadion Miejski, Wrocław Widzów: 18046 Sędzia: Bartosz Frankowski (Toruń) |
| 18:00            | Grodzicki 43', 90+3' · Calahorro 87' | (0:0) | 82' Dawidowicz | Stadion Miejski, Wrocław Widzów: 18046 Sędzia: Bartosz Frankowski (Toruń) |

#### miejsce kolejka po kolejce
| Kolejka          |   |   |   |   |   |   |   |   |    |    |    |    |    |    |    |    |    |    |    |    |    |    |    |    |    |    |    |    |    |   |
| 1                | 2 | 3 | 4 | 5 | 6 | 7 | 8 | 9 | 10 | 11 | 12 | 13 | 14 | 15 | 16 | 17 | 18 | 19 | 20 | 21 | 22 | 23 | 24 | 25 | 26 | 27 | 28 | 29 | 30 |   |
| Zajmowana lokata | 5 | 8 | 6 | 3 | 1 | 2 | 4 | 5 | 6  | 6  | 7  | 8  | 8  | 8  | 10 | 11 | 12 | 10 | 11 | 10 | 10 | 10 | 9  | 9  | 9  | 9  | 10 | 9  | 8  | 8 |

#### tabela
| Lp. | Drużyna                    | M  | Z  | R  | P  | Bramki | Bramki | Różn. | Pkt | Uwagi              | Bezpośrednio                | ½    |
| --- | -------------------------- | -- | -- | -- | -- | ------ | ------ | ----- | --- | ------------------ | --------------------------- | ---- |
| 1   | Legia Warszawa (M)         | 30 | 20 | 3  | 7  | 60     | 30     | +30   | 63  | Wejście do grupy A |                             | (32) |
| 2   | Lech Poznań                | 30 | 15 | 8  | 7  | 56     | 34     | +22   | 53  | Wejście do grupy A | (27)                        |      |
| 3   | Ruch Chorzów               | 30 | 14 | 8  | 8  | 40     | 38     | +2    | 50  | Wejście do grupy A | (25)                        |      |
| 4   | Pogoń Szczecin             | 30 | 11 | 14 | 5  | 47     | 38     | +9    | 47  | Wejście do grupy A | (24)                        |      |
| 5   | Wisła Kraków               | 30 | 12 | 9  | 9  | 38     | 30     | +8    | 45  | Wejście do grupy A | (23)                        |      |
| 6   | Zawisza Bydgoszcz          | 30 | 11 | 9  | 10 | 43     | 37     | +6    | 42  | Wejście do grupy A | GZA – ZAW 3:2 ZAW – GZA 3:1 | (21) |
| 7   | Górnik Zabrze              | 30 | 11 | 9  | 10 | 42     | 46     | −4    | 42  | Wejście do grupy A | GZA – ZAW 3:2 ZAW – GZA 3:1 | (21) |
| 8   | Lechia Gdańsk              | 30 | 10 | 10 | 10 | 38     | 37     | +1    | 40  | Wejście do grupy A |                             | (20) |
| 9   | Cracovia                   | 30 | 11 | 6  | 13 | 37     | 43     | −6    | 39  | Wejście do grupy B | JAG – CRA 1:2 CRA – JAG 1:0 | (20) |
| 10  | Jagiellonia Białystok      | 30 | 10 | 9  | 11 | 46     | 43     | +3    | 39  | Wejście do grupy B | JAG – CRA 1:2 CRA – JAG 1:0 | (20) |
| 11  | Korona Kielce              | 30 | 9  | 10 | 11 | 36     | 41     | −5    | 37  | Wejście do grupy B |                             | (19) |
| 12  | Śląsk Wrocław              | 30 | 7  | 13 | 10 | 38     | 40     | −2    | 34  | Wejście do grupy B | PIA – ŚLĄ 1:1 ŚLĄ – PIA 0:0 | (17) |
| 13  | Piast Gliwice              | 30 | 8  | 10 | 12 | 29     | 47     | −18   | 34  | Wejście do grupy B | PIA – ŚLĄ 1:1 ŚLĄ – PIA 0:0 | (17) |
| 14  | Podbeskidzie Bielsko-Biała | 30 | 6  | 13 | 11 | 27     | 39     | −12   | 31  | Wejście do grupy B |                             | (16) |
| 15  | Zagłębie Lubin (S)         | 30 | 7  | 8  | 15 | 31     | 40     | −9    | 29  | Wejście do grupy B | (15)                        |      |
| 16  | Widzew Łódź (S)            | 30 | 5  | 7  | 18 | 26     | 51     | −25   | 22  | Wejście do grupy B | (11)                        |      |

### Liga (runda finałowa)

#### mecze
| 27 kwietnia 2014 | Ruch Chorzów    | 0:0   | Lechia Gdańsk |                                                                      |
| 18:00            |                 | (0:0) |               | Stadion Ruchu, Chorzów Widzów: 6500 Sędzia: Tomasz Radkiewicz (Łódź) |
| 18:00            | Szyndrowski 90' | (0:0) | 66' Stolarski | Stadion Ruchu, Chorzów Widzów: 6500 Sędzia: Tomasz Radkiewicz (Łódź) |

| 3 maja 2014 | Lechia Gdańsk                                           | 0:1   | Legia Warszawa           |                                                                       |
| 18:00       |                                                         | (0:0) | 72' Duda                 | PGE Arena, Gdańsk Widzów: 18623 Sędzia: Mariusz Złotek (Stalowa Wola) |
| 18:00       | Makuszewski 27' · Janicki 80' · Deleu 85' · Sadajew 87' | (0:0) | 75' Brzyski · 84' Ojamaa | PGE Arena, Gdańsk Widzów: 18623 Sędzia: Mariusz Złotek (Stalowa Wola) |

| 10 maja 2014 | Pogoń Szczecin                                       | 0:2   | Lechia Gdańsk                                        |                                                                                                   |
| 18:00        |                                                      | (0:2) | 33' Makuszewski · 38' Sadajew                        | Stadion Miejski im. Floriana Krygiera, Szczecin Widzów: 6894 Sędzia: Jarosław Przybył (Kluczbork) |
| 18:00        | Popara 40' · Murayama 45' · Robak 83' · Rogalski 89' | (0:2) | 27' Pietrowski · 37' Deleu · 45+1' Bąk · 73' Bieniuk | Stadion Miejski im. Floriana Krygiera, Szczecin Widzów: 6894 Sędzia: Jarosław Przybył (Kluczbork) |

| 16 maja 2014 | Lechia Gdańsk                                                | 2:1   | Lech Poznań    |                                                                  |
| 20:30        | Sadajew 22', 41'                                             | (2:1) | 26' Możdżeń    | PGE Arena, Gdańsk Widzów: 16628 Sędzia: Marcin Borski (Warszawa) |
| 20:30        | Sadajew 39' · Pietrowski 53' · Makuszewski 63' · Leković 81' | (2:1) | 90+4' Kownacki | PGE Arena, Gdańsk Widzów: 16628 Sędzia: Marcin Borski (Warszawa) |

| 25 maja 2014 | Zawisza Bydgoszcz | 0:0   | Lechia Gdańsk |                                                                                            |
| 18:00        |                   | (0:0) |               | Stadion im. Zdzisława Krzyszkowiaka, Bydgoszcz Widzów: 2000 Sędzia: Tomasz Musiał (Kraków) |
| 18:00        | Drygas 47'        | (0:0) |               | Stadion im. Zdzisława Krzyszkowiaka, Bydgoszcz Widzów: 2000 Sędzia: Tomasz Musiał (Kraków) |

| 28 maja 2014 | Lechia Gdańsk                                          | 2:2   | Wisła Kraków                                |                                                                   |
| 20:30        | Vranješ 66' (k), 90+2' (k)                             | (0:1) | 19', 81' (k) Štilić                         | PGE Arena, Gdańsk Widzów: 12 433 Sędzia: Szymon Marciniak (Płock) |
| 20:30        | Sadaev 28' · Leković 40' · Janicki 78' · Stolarski 83' | (0:1) | 14' Uryga · 69' Guerrier · 72' Piotr Brożek | PGE Arena, Gdańsk Widzów: 12 433 Sędzia: Szymon Marciniak (Płock) |

| 1 czerwca 2014 | Górnik Zabrze                           | 0:2         | Lechia Gdańsk              |                                                                           |
| 18:00          |                                         |             | 69' (k.), 90' (k.) Vranješ | Stadion im. Ernesta Pohla, Zabrze Widzów: 3000 Sędzia: Paweł Gil (Lublin) |
| 18:00          | Drewniak 55' · Danch 69' · Kasprzik 70' | 31' Sadajew |                            | Stadion im. Ernesta Pohla, Zabrze Widzów: 3000 Sędzia: Paweł Gil (Lublin) |

#### miejsce kolejka po kolejce
| Kolejka          |    |    |    |    |    |    |   |
| 31               | 32 | 33 | 34 | 35 | 36 | 37 |   |
| Zajmowana lokata | 8  | 8  | 7  | 5  | 5  | 5  | 4 |

#### tabela
| Lp.     | Drużyna                    | M  | Z  | R  | P  | Bramki | Bramki | Różn. | Pkt | Uwagi                                        | Pkt RZ |
| ------- | -------------------------- | -- | -- | -- | -- | ------ | ------ | ----- | --- | -------------------------------------------- | ------ |
| Grupa A |                            |    |    |    |    |        |        |       |     |                                              |        |
| 1       | Legia Warszawa (M)         | 37 | 26 | 3  | 8  | 75     | 34     | +41   | 50  | Liga Mistrzów UEFA • II runda kwalifikacyjna |        |
| 2       | Lech Poznań                | 37 | 19 | 9  | 9  | 68     | 40     | +28   | 40  | Liga Europy UEFA • II runda kwalifikacyjna   |        |
| 3       | Ruch Chorzów               | 37 | 16 | 11 | 10 | 47     | 48     | −1    | 34  | Liga Europy UEFA • II runda kwalifikacyjna   |        |
| 4       | Lechia Gdańsk              | 37 | 13 | 13 | 11 | 46     | 41     | +5    | 32  |                                              |        |
| 5       | Wisła Kraków               | 37 | 14 | 11 | 12 | 51     | 46     | +5    | 31  | WIS: 45 pkt GZA: 42 pkt                      |        |
| 6       | Górnik Zabrze              | 37 | 14 | 10 | 13 | 53     | 57     | −4    | 31  | WIS: 45 pkt GZA: 42 pkt                      |        |
| 7       | Pogoń Szczecin             | 37 | 11 | 17 | 9  | 50     | 50     | 0     | 27  |                                              |        |
| 8       | Zawisza Bydgoszcz1         | 37 | 12 | 10 | 15 | 48     | 48     | 0     | 25  | Liga Europy UEFA • II runda kwalifikacyjna   |        |
| Grupa B |                            |    |    |    |    |        |        |       |     |                                              |        |
| 9       | Śląsk Wrocław              | 37 | 12 | 15 | 10 | 49     | 41     | +8    | 34  |                                              |        |
| 10      | Podbeskidzie Bielsko-Biała | 37 | 10 | 15 | 12 | 39     | 45     | −6    | 30  |                                              |        |
| 11      | Jagiellonia Białystok      | 37 | 12 | 12 | 13 | 59     | 58     | +1    | 29  |                                              |        |
| 12      | Piast Gliwice              | 37 | 11 | 12 | 14 | 43     | 56     | −13   | 28  |                                              |        |
| 13      | Korona Kielce              | 37 | 10 | 14 | 13 | 47     | 56     | −9    | 26  |                                              |        |
| 14      | Cracovia                   | 37 | 12 | 8  | 17 | 43     | 56     | −13   | 25  |                                              |        |
| 15      | Widzew Łódź (S)            | 37 | 8  | 9  | 20 | 36     | 59     | −23   | 22  | Spadek do I ligi                             |        |
| 16      | Zagłębie Lubin (S)         | 37 | 7  | 9  | 21 | 32     | 51     | −19   | 16  | Spadek do I ligi                             |        |

### Puchar Polski

#### 1/16 finału
| 17 sierpnia 2013 | Siarka Tarnobrzeg | 0:2 | Lechia Gdańsk                                              |                                                                            |
| 15:30 CEST       |                   |     | 49' (sam.) Bartłomiej Makowski · 61' (k.) Piotr Wiśniewski | Stadion Miejski w Tarnobrzegu Widzów: 3000 Sędzia: Jacek Małyszek (Lublin) |

#### 1/8 finału
| 22 października 2013 | Wisła Kraków | 0:1   | Lechia Gdańsk |                                                                         |
| 18:00 CEST           |              | (0:0) | 74' Buzała    | Stadion Miejski, Kraków Widzów: 5331 Sędzia: Bartosz Frankowski (Toruń) |

#### Ćwierćfinał
| 12 marca 2014 | Jagiellonia Białystok | 2:1   | Lechia Gdańsk     |                                                                        |
| 18:30 CET     | Ukah 24' · Balaj 26'  | (2:0) | 66' (k) Tuszyński | Stadion Miejski, Białystok Widzów: 4034 Sędzia: Tomasz Musiał (Kraków) |

| 25 marca 2014 | Lechia Gdańsk  | 1:1   | Jagiellonia Białystok |                                                                           |
| 20:30 CET     | Frankowski 72' | (0:1) | 28' Balaj             | PGE Arena, Gdańsk Widzów: 9579 Sędzia: Jarosław Rynkiewicz (Zielona Góra) |

## Bilans meczów
| Rozgrywki     | Mecze | Wygrane | Remisy | Przegrane | Bramki strzelone | Bramki stracone |
| ------------- | ----- | ------- | ------ | --------- | ---------------- | --------------- |
| Ekstraklasa   | 37    | 13      | 13     | 11        | 46               | 41              |
| Puchar Polski | 4     | 2       | 1      | 1         | 5                | 3               |
| Suma          | 41    | 15      | 14     | 12        | 51               | 44              |